# Ramnäs
Ramnäs è un'area urbana della Svezia situata nel comune di Surahammar, contea di Västmanland.
La popolazione rilevata nel censimento 2010 era di 1 465 abitanti.